# Neptuni(IV) nitrat
Neptuni(IV) nitrat là một hợp chất vô cơ thuộc loại muối của neptuni và acid nitric với công thức hóa học Np(NO3)4. Hợp chất này tạo thành các tinh thể màu xám, hòa tan trong nước và tạo thành các tinh thể ngậm nước.

## Tổng hợp
Thêm acid nitric loãng vào neptuni(IV) hydroxide mới điều chế:
Np(OH)4 + 4HNO3 → Np(NO3)4 + 4H2O

## Tính chất vật lý
Neptuni(IV) nitrat tạo thành các tinh thể hút ẩm màu xám. Nó có thể hòa tan trong nước. Nó tạo thành tinh thể ngậm nước Np(NO3)4·2H2O.